# (5961) Watt
(5961) Watt est un astéroïde de la ceinture principale.

## Description
(5961) Watt est un astéroïde de la ceinture principale. Il fut découvert le 30 décembre 1989 à Siding Spring par Robert H. McNaught. Il fut nommé en honneur de James Watt. Il présente une orbite caractérisée par un demi-grand axe de 2,40 UA, une excentricité de 0,14 et une inclinaison de 1,6° par rapport à l'écliptique.

## Compléments